# Todd Haynes
Todd Haynes (Encino, Kalifornia, 1961. január 2. –) amerikai filmrendező. Filmjeit gyakran a New Queer Cinema mozgalomhoz sorolják.

## Élete
Haynes 1961-ben született Los Angelesben, gyermekkorát a közeli Encinóban töltötte. Figyelme hamar a filmkészítés felé fordult, első filmjét még gimnazista korában, 17 évesen forgatta. Egyetemi tanulmányait a Brown Egyetem szemiotika szakán kezdte; majd a Bard College-ben szerzett filmes diplomát. 1988-ban megalapította a Apparatus Productions szervezetet, amely független filmesek támogatásával foglalkozott.
Első komolyabb sikerét az 1991-es Poisonnal aratta, a film elnyerte a Sundance Filmfesztivál nagydíját. A Jean Genet írásai alapján készült alkotás három eltérő műfajú film keverékéből áll össze: egymást követik a jelenetek egy dokumentumfilmből, egy az ötvenes évek stílusát idéző sci-fi horrorból, és egy meleg szerelmi történetből. Az 1995-ben forgatott Safe, majd a három évvel később bemutatott Velvet Goldmine után az igazi közönségsikert a Távol a mennyországtól hozta meg neki.
Jelenleg Portlandben él, homoszexualitását nyíltan vállalja.

## Filmjei
- 2019: Sötét vizeken (Dark Waters)
- 2015: Carol
- 2011–2013: Megvilágosultam (Enlightened), tévésorozat
- 2011: Mildred Pierce, tévé-minisorozat
- 2007: I’m not there – Bob Dylan életei (I’m Not There)
- 2002: Távol a mennyországtól (Far From Heaven)
- 1998: Bálványrock – Velvet Goldmine (Velvet Goldmine))
- 1995: Elkülönítve (Safe)
- 1993: Dottie Gets Spanked
- 1991: Poison